# Sinfin and Arleston
Sinfin and Arleston var en civil parish från 1866 till 1968 då den blev en del av Derby and Barrow upon Trent, i grevskapet Derbyshire, i England. Civil parish hade 559 invånare år 1961.